# Brassaiopsis glomerulata
Brassaiopsis glomerulata là một loài thực vật có hoa trong Họ Cuồng cuồng. Loài này được (Blume) Regel mô tả khoa học đầu tiên năm 1863.